# Ballspielverein Borussia 09 Dortmund 1997-1998
Questa voce raccoglie le informazioni riguardanti il Ballspielverein Borussia 09 Dortmund nelle competizioni ufficiali della stagione 1997-1998.

## Stagione
Nella stagione 1997-1998 il Borussia Dortmund, allenato da Nevio Scala, concluse il campionato di Bundesliga al 10º posto. In Coppa di Germania il Borussia Dortmund fu eliminato agli ottavi di finale dall'Eintracht Treviri. In Coppa di Lega il Borussia Dortmund fu eliminato in semifinale dal Bayern Monaco. In Champions League il Borussia Dortmund fu eliminato in semifinale dal Real Madrid.

## Maglie e sponsor
| Prima maglia |

## Rosa
| N. |                     | Ruolo | Calciatore         |
| -- | ------------------- | ----- | ------------------ |
| 1  | Germania (bandiera) | P     | Stefan Klos        |
| 2  | Germania (bandiera) | C     | Knut Reinhardt     |
| 3  | Germania (bandiera) | D     | René Schneider     |
| 4  | Germania (bandiera) | C     | Steffen Freund     |
| 5  | Brasile (bandiera)  | D     | Júlio César        |
| 6  | Germania (bandiera) | D     | Matthias Sammer    |
| 7  | Germania (bandiera) | D     | Stefan Reuter      |
| 8  | Germania (bandiera) | C     | Michael Zorc       |
| 9  | Svizzera (bandiera) | A     | Stéphane Chapuisat |
| 10 | Germania (bandiera) | C     | Andreas Möller     |
| 11 | Germania (bandiera) | A     | Heiko Herrlich     |
| 12 | Germania (bandiera) | P     | Wolfgang de Beer   |
| 13 | Ghana (bandiera)    | A     | Bashiru Gambo      |
| 15 | Germania (bandiera) | D     | Jürgen Kohler      |
| 16 | Germania (bandiera) | D     | Martin Kree        |

| N. |                        | Ruolo | Calciatore           |
| -- | ---------------------- | ----- | -------------------- |
| 17 | Germania (bandiera)    | D     | Jörg Heinrich        |
| 18 | Germania (bandiera)    | C     | Lars Ricken          |
| 21 | Germania (bandiera)    | A     | Christian Timm       |
| 22 | Ghana (bandiera)       | A     | Ibrahim Tanko        |
| 23 | Germania (bandiera)    | D     | Jörg Sauerland       |
| 24 | Paesi Bassi (bandiera) | A     | Harry Decheiver      |
| 26 | Germania (bandiera)    | C     | Frank Riethmann      |
| 27 | Austria (bandiera)     | D     | Wolfgang Feiersinger |
| 28 | Stati Uniti (bandiera) | A     | Jovan Kirovski       |
| 29 | Russia (bandiera)      | C     | Vladimir But         |
| 30 | Germania (bandiera)    | D     | Benjamin Knoche      |
| 31 | Norvegia (bandiera)    | D     | Steinar Pedersen     |
| 32 | Germania (bandiera)    | D     | Manfred Binz         |
| 34 | Germania (bandiera)    | D     | Björn Mehnert        |

## Organigramma societario
Area tecnica
- Allenatore: Nevio Scala
- Allenatore in seconda: Michael Henke
- Preparatore dei portieri: Toni Schumacher
- Preparatori atletici: Ivan Carminati, Günter Jonczyk, Peter Kuhnt, Frank Zöllner

## Calciomercato

### Sessione estiva
| Acquisti | Acquisti        | Acquisti | Acquisti |
| R.       | Nome            | da       | Modalità |
| -------- | --------------- | -------- | -------- |
| A        | Harry Decheiver | Utrecht  |          |
| A        | Scott Booth     | Aberdeen |          |

| Cessioni | Cessioni              | Cessioni             | Cessioni |
| R.       | Nome                  | a                    | Modalità |
| -------- | --------------------- | -------------------- | -------- |
| C        | Paul Lambert          | Celtic               |          |
| A        | Karl-Heinz Riedle     | Liverpool            |          |
| P        | Matthias Kleinsteiber | Borussia Dortmund II |          |
| C        | Dennis Vogt           | Colonia              |          |
| C        | Dennis Weiland        | RW Oberhausen        |          |

### Sessione invernale
| Acquisti | Acquisti         | Acquisti   | Acquisti |
| R.       | Nome             | da         | Modalità |
| -------- | ---------------- | ---------- | -------- |
| D        | Manfred Binz     | Brescia    |          |
| D        | Steinar Pedersen | Lillestrøm |          |

| Cessioni | Cessioni    | Cessioni | Cessioni |
| R.       | Nome        | a        | Modalità |
| -------- | ----------- | -------- | -------- |
| A        | Scott Booth | Utrecht  |          |
| C        | Paulo Sousa | Inter    |          |

## Risultati

### Bundesliga

#### Girone di andata
| Arbitro: | Berg |

|           |           |            |
| Čović 35’ | Marcatori | 26’ Ricken |

| Arbitro: | Wack |

|                                     |           |  |
| Kohler 8’ Herrlich 38’ Heinrich 77’ | Marcatori |  |

| Arbitro: | Weber |

|                 |           |  |
| Anderbrügge 86’ | Marcatori |  |

| Arbitro: | Dardenne |

|                                                        |           |                      |
| Heinrich 7’ Herrlich 25’ Möller 37’, 90’ Chapuisat 51’ | Marcatori | 18’ Wosz 64’ Peschel |

| Stoccarda 30 agosto 1997, ore 15:30 CEST 5ª giornata | Stoccarda | 0 – 0 referto | Borussia Dortmund | Gottlieb-Daimler-Stadion (48 500 spett.)\| Arbitro: \| Fröhlich \| |
| Arbitro:                                             | Fröhlich  |               |                   |                                                                    |

| Arbitro: | Strampe |

|                                 |           |                         |
| Hengen 53’ (aut.) Chapuisat 68’ | Marcatori | 25’ Gilewicz 81’ Häßler |

| Arbitro: | Steinborn |

|                    |           |            |
| Todt 2’ Herzog 23’ | Marcatori | 40’ Ricken |

| Arbitro: | Wagner |

|                                   |           |                           |
| Chapuisat 20’ Jeremies 63’ (aut.) | Marcatori | 15’ Pelé 30’, 48’ Winkler |

| Arbitro: | Aust |

|                                         |           |          |
| Ricken 66’ (aut.) Kuntz 80’ Stratos 89’ | Marcatori | 70’ Zorc |

| Arbitro: | Zerr |

|  |           |              |
|  | Marcatori | 67’ Beinlich |

| Duisburg 18 ottobre 1997, ore 15:30 CEST 11ª giornata | Duisburg | 0 – 0 referto | Borussia Dortmund | Wedaustadion (27 000 spett.)\| Arbitro: \| Stark \| |
| Arbitro:                                              | Stark    |               |                   |                                                     |

| Arbitro: | Albrecht |

|                           |           |                      |
| Kohler 3’ Möller 40’, 53’ | Marcatori | 9’ Dowe 88’ Baumgart |

| Arbitro: | Heynemann |

|                        |           |                    |
| Freund 1’ Heinrich 30’ | Marcatori | 41’, 76’ Marschall |

| Arbitro: | Wack |

|            |           |           |
| Paßlack 4’ | Marcatori | 16’ Booth |

| Arbitro: | Buchhart |

|                      |           |           |
| Heinrich 45’ But 60’ | Marcatori | 72’ Reyna |

| Arbitro: | Wagner |

|           |           |                                 |
| Spörl 41’ | Marcatori | 21’, 74’ Herrlich 56’ Chapuisat |

| Arbitro: | Strampe |

|  |           |                       |
|  | Marcatori | 36’ Jancker 40’ Élber |

#### Girone di ritorno
| Arbitro: | Fandel |

|                                    |           |  |
| Herrlich 3’ Möller 17’ (rig.), 73’ | Marcatori |  |

| Arbitro: | Steinborn |

|                                |           |                            |
| Polster 7’, 17’, 76’ Azizi 62’ | Marcatori | 20’ Herrlich 50’ Chapuisat |

| Arbitro: | Jansen |

|                    |           |                        |
| But 26’ Möller 79’ | Marcatori | 75’ Klyuev 90’ Lehmann |

| Arbitro: | Heynemann |

|                       |           |               |
| Donkov 3’ Peschel 66’ | Marcatori | 81’ Decheiver |

| Arbitro: | Berg |

|                               |           |           |
| Decheiver 23’, 43’ Kohler 29’ | Marcatori | 63’ Bobic |

| Arbitro: | Koop |

|  |           |              |
|  | Marcatori | 42’ Herrlich |

| Arbitro: | Buchhart |

|                            |           |                              |
| Heinrich 77’ Chapuisat 80’ | Marcatori | 75’ Herzog 87’ Pfeifenberger |

| Arbitro: | Kemmling |

|                                      |           |                          |
| Stević 4’ Hobsch 8’, 24’ Winkler 15’ | Marcatori | 81’ Möller 83’ Schneider |

| Arbitro: | Fandel |

|                                  |           |                       |
| Chapuisat 26’ Schneider 63’, 86’ | Marcatori | 86’ Kuntz 90’ Bagheri |

| Arbitro: | Berg |

|                      |           |                    |
| Rink 62’ Kirsten 80’ | Marcatori | 20’, 78’ Chapuisat |

| Arbitro: | Wack |

|                               |           |  |
| Chapuisat 28’, 71’ Möller 67’ | Marcatori |  |

| Arbitro: | Strampe |

|                                       |           |               |
| Majak 54’ Reuter 60’ (aut.) Lange 84’ | Marcatori | 13’ Chapuisat |

| Arbitro: | Stark |

|          |           |            |
| Kuka 80’ | Marcatori | 69’ Freund |

| Arbitro: | Koop |

|                 |           |                             |
| Júlio César 72’ | Marcatori | 38’ Pettersson 42’ Pflipsen |

| Arbitro: | Dardenne |

|           |           |                                       |
| Reyna 42’ | Marcatori | 15’, 78’ Chapuisat 45’ But 48’ Möller |

| Arbitro: | Merk |

|  |           |                 |
|  | Marcatori | 1’ Salihamidžić |

| Arbitro: | Keßler |

|                                        |           |  |
| Scholl 47’ Matthäus 48’ Élber 83’, 90’ | Marcatori |  |

### Coppa di Germania
| Arbitro: | Augar |

|  |           |                                                                            |
|  | Marcatori | 8’, 12’ Möller 20’ Chapuisat 41’, 88’ Herrlich 62’ Ricken 67’ Kree 69’ But |

| Arbitro: | Heynemann |

|                           |           |                                      |
| Probst 2’ Dürr 67’ (rig.) | Marcatori | 40’ Möller 44’ Sousa 53’, 90’ Ricken |

| Arbitro: | Fröhlich |

|                               |           |            |
| Thömmes 37’ Czakon 50’ (rig.) | Marcatori | 53’ Kohler |

### Coppa di Lega
| Arbitro: | Best |

|                      |           |  |
| Chapuisat 89’ (rig.) | Marcatori |  |

| Arbitro: | Wagner |

|                      |           |  |
| Élber 29’ Babbel 75’ | Marcatori |  |

### Champions League

#### Fase a gironi
| Arbitro: | Aranda |

|  |           |               |
|  | Marcatori | 74’ Chapuisat |

| Arbitro: | Pereira |

|                                              |           |           |
| Herrlich 21’ Chapuisat 59’, 75’ Heinrich 69’ | Marcatori | 76’ Siegl |

| Arbitro: | Veissière |

|            |           |  |
| Crespo 62’ | Marcatori |  |

| Arbitro: | Nielsen |

|                 |           |  |
| Möller 50’, 75’ | Marcatori |  |

| Arbitro: | Pedersen |

|                                           |           |           |
| But 22’ Herrlich 34’ Zorc 47’, 85’ (rig.) | Marcatori | 87’ Penbe |

| Arbitro: | Dallas |

|  |           |                                   |
|  | Marcatori | 30’ Möller 50’ Kirovski 70’ Booth |

#### Fase a eliminazione diretta
| Monaco di Baviera 4 marzo 1998, ore CET Quarti di finale | Bayern Monaco | 0 – 0 referto | Borussia Dortmund | Stadio Olimpico (60 000 spett.)\| Arbitro: \| Collina \| |
| Arbitro:                                                 | Collina       |               |                   |                                                          |

| Arbitro: | Vagner |

|                |           |  |
| Chapuisat 109’ | Marcatori |  |

| Arbitro: | van der Ende |

|                            |           |  |
| Morientes 25’ Karembeu 67’ | Marcatori |  |

| Dortmund 15 aprile 1998, ore CEST Semifinale | Borussia Dortmund | 0 – 0 referto | Real Madrid | Westfalenstadion (48 500 spett.)\| Arbitro: \| Durkin \| |
| Arbitro:                                     | Durkin            |               |             |                                                          |

### Supercoppa UEFA
| Arbitro: | Elleray |

|                               |           |  |
| Enrique 8’ Rivaldo 61’ (rig.) | Marcatori |  |

| Arbitro: | Ceccarini |

|              |           |             |
| Heinrich 64’ | Marcatori | 8’ Giovanni |

### Coppa Intercontinentale
| Arbitro: | José María García-Aranda |

|                       |           |  |
| Zorc 34’ Herrlich 84’ | Marcatori |  |

## Statistiche

### Statistiche di squadra
| Competizione      | Punti | In casa | In casa | In casa | In casa | In casa | In casa | In trasferta | In trasferta | In trasferta | In trasferta | In trasferta | In trasferta | Totale | Totale | Totale | Totale | Totale | Totale | DR  |
| Competizione      | Punti | G       | V       | N       | P       | Gf      | Gs      | G            | V            | N            | P            | Gf           | Gs           | G      | V      | N      | P      | Gf     | Gs     | DR  |
| ----------------- | ----- | ------- | ------- | ------- | ------- | ------- | ------- | ------------ | ------------ | ------------ | ------------ | ------------ | ------------ | ------ | ------ | ------ | ------ | ------ | ------ | --- |
| Bundesliga        | 43    | 17      | 8       | 4       | 5       | 36      | 25      | 17           | 3            | 6            | 8            | 21           | 30           | 34     | 11     | 10     | 13     | 57     | 55     | +2  |
| Coppa di Germania | -     | 0       | 0       | 0       | 0       | 0       | 0       | 3            | 2            | 0            | 1            | 13           | 4            | 3      | 2      | 0      | 1      | 13     | 4      | +9  |
| Coppa di Lega     | -     | 1       | 1       | 0       | 0       | 1       | 0       | 1            | 0            | 0            | 1            | 0            | 2            | 2      | 1      | 0      | 1      | 1      | 2      | -1  |
| Champions League  | -     | 5       | 4       | 1       | 0       | 11      | 2       | 5            | 2            | 1            | 2            | 4            | 3            | 10     | 6      | 2      | 2      | 15     | 5      | +10 |
| Supercoppa UEFA   | -     | 1       | 0       | 1       | 0       | 1       | 1       | 1            | 0            | 0            | 1            | 0            | 2            | 2      | 0      | 1      | 1      | 1      | 3      | -2  |
| Totale            | 43    | 24      | 13      | 6       | 5       | 49      | 28      | 27           | 7            | 7            | 13           | 38           | 41           | 51     | 20     | 13     | 18     | 87     | 69     | +18 |

### Andamento in campionato
| Giornata  | 1 | 2 | 3 | 4 | 5 | 6 | 7 | 8  | 9  | 10 | 11 | 12 | 13 | 14 | 15 | 16 | 17 | 18 | 19 | 20 | 21 | 22 | 23 | 24 | 25 | 26 | 27 | 28 | 29 | 30 | 31 | 32 | 33 | 34 |
| --------- | - | - | - | - | - | - | - | -- | -- | -- | -- | -- | -- | -- | -- | -- | -- | -- | -- | -- | -- | -- | -- | -- | -- | -- | -- | -- | -- | -- | -- | -- | -- | -- |
| Luogo     | T | C | T | C | T | C | T | C  | T  | C  | T  | C  | C  | T  | C  | T  | C  | C  | T  | C  | T  | C  | T  | C  | T  | C  | T  | C  | T  | T  | C  | T  | C  | T  |
| Risultato | N | V | P | V | N | N | P | P  | P  | P  | N  | V  | N  | N  | V  | V  | P  | V  | P  | N  | P  | V  | V  | N  | P  | V  | N  | V  | P  | N  | P  | V  | P  | P  |
| Posizione | 9 | 2 | 5 | 2 | 4 | 6 | 7 | 12 | 16 | 16 | 16 | 14 | 15 | 14 | 10 | 8  | 11 | 7  | 11 | 10 | 11 | 10 | 10 | 10 | 10 | 7  | 8  | 7  | 7  | 8  | 8  | 8  | 8  | 10 |

Legenda:

Luogo: C = Casa; T = Trasferta. Risultato: V = Vittoria; N = Pareggio; P = Sconfitta.

### Statistiche dei giocatori
| Giocatore      | Bundesliga | Bundesliga | Bundesliga  | Bundesliga | Coppa di Germania | Coppa di Germania | Coppa di Germania | Coppa di Germania | Coppa di Lega | Coppa di Lega | Coppa di Lega | Coppa di Lega | Champions League | Champions League | Champions League | Champions League | Totale   | Totale | Totale      | Totale     |
| Giocatore      | Presenze   | Reti       | Ammonizioni | Espulsioni | Presenze          | Reti              | Ammonizioni       | Espulsioni        | Presenze      | Reti          | Ammonizioni   | Espulsioni    | Presenze         | Reti             | Ammonizioni      | Espulsioni       | Presenze | Reti   | Ammonizioni | Espulsioni |
| -------------- | ---------- | ---------- | ----------- | ---------- | ----------------- | ----------------- | ----------------- | ----------------- | ------------- | ------------- | ------------- | ------------- | ---------------- | ---------------- | ---------------- | ---------------- | -------- | ------ | ----------- | ---------- |
| M. Binz        | 12         | 0          | 2           | 0          | 0                 | 0                 | 0                 | 0                 | 0             | 0             | 0             | 0             | 2                | 0                | 0                | 0                | 14       | 0      | 2           | 0          |
| S. Booth       | 10         | 1          | 1           | 0          | 0                 | 0                 | 0                 | 0                 | 0             | 0             | 0             | 0             | 3                | 1                | 0                | 0                | 13       | 2      | 1           | 0          |
| V. But         | 23         | 3          | 2           | 0          | 2                 | 1                 | 0                 | 0                 | 0             | 0             | 0             | 0             | 9                | 1                | 0                | 0                | 34       | 5      | 2           | 0          |
| S. Chapuisat   | 27         | 14         | 3           | 0          | 2                 | 1                 | 1                 | 0                 | 2             | 1             | 0             | 0             | 9                | 4                | 1                | 0                | 40       | 20     | 5           | 0          |
| J. César       | 17         | 1          | 1           | 0          | 0                 | 0                 | 0                 | 0                 | 1             | 0             | 0             | 0             | 7                | 0                | 2                | 0                | 25       | 1      | 3           | 0          |
| H. Decheiver   | 8          | 3          | 0           | 0          | 0                 | 0                 | 0                 | 0                 | 0             | 0             | 0             | 0             | 4                | 0                | 0                | 0                | 12       | 3      | 0           | 0          |
| W. Feiersinger | 21         | 0          | 6           | 1          | 1                 | 0                 | 0                 | 0                 | 2             | 0             | 0             | 0             | 9                | 0                | 2                | 0                | 33       | 0      | 8           | 1          |
| S. Freund      | 25         | 2          | 7           | 0          | 1                 | 0                 | 1                 | 0                 | 1             | 0             | 0             | 0             | 8                | 0                | 2                | 0                | 35       | 2      | 10          | 0          |
| B. Gambo       | 6          | 0          | 0           | 0          | 1                 | 0                 | 0                 | 0                 | 0             | 0             | 0             | 0             | 0                | 0                | 0                | 0                | 7        | 0      | 0           | 0          |
| J. Heinrich    | 31         | 5          | 5           | 0          | 3                 | 0                 | 0                 | 0                 | 2             | 0             | 0             | 0             | 8                | 1                | 0                | 0                | 44       | 6      | 5           | 0          |
| H. Herrlich    | 21         | 7          | 5           | 0          | 3                 | 2                 | 1                 | 0                 | 2             | 0             | 1             | 0             | 7                | 2                | 2                | 0                | 33       | 11     | 9           | 0          |
| J. Kirovski    | 13         | 0          | 1           | 0          | 1                 | 0                 | 0                 | 0                 | 0             | 0             | 0             | 0             | 3                | 1                | 0                | 0                | 17       | 1      | 1           | 0          |
| S. Klos        | 34         | 0          | 1           | 0          | 3                 | 0                 | 0                 | 0                 | 2             | 0             | 0             | 0             | 10               | 0                | 0                | 0                | 49       | 0      | 1           | 0          |
| B. Knoche      | 1          | 0          | 0           | 0          | 0                 | 0                 | 0                 | 0                 | 0             | 0             | 0             | 0             | 0                | 0                | 0                | 0                | 1        | 0      | 0           | 0          |
| J. Kohler      | 23         | 3          | 8           | 0          | 3                 | 1                 | 2                 | 0                 | 2             | 0             | 0             | 0             | 5                | 0                | 0                | 0                | 33       | 4      | 10          | 0          |
| M. Kree        | 13         | 0          | 2           | 0          | 2                 | 1                 | 0                 | 0                 | 0             | 0             | 0             | 0             | 4                | 0                | 0                | 0                | 19       | 1      | 2           | 0          |
| P. Lambert     | 13         | 0          | 1           | 0          | 3                 | 0                 | 1                 | 0                 | 2             | 0             | 0             | 0             | 3                | 0                | 1                | 0                | 21       | 0      | 3           | 0          |
| B. Mehnert     | 3          | 0          | 1           | 0          | 0                 | 0                 | 0                 | 0                 | 0             | 0             | 0             | 0             | 1                | 0                | 0                | 0                | 4        | 0      | 1           | 0          |
| A. Möller      | 26         | 10         | 3           | 1          | 3                 | 3                 | 1                 | 0                 | 2             | 0             | 1             | 0             | 8                | 3                | 1                | 0                | 39       | 16     | 6           | 1          |
| S. Pedersen    | 1          | 0          | 0           | 0          | 0                 | 0                 | 0                 | 0                 | 0             | 0             | 0             | 0             | 0                | 0                | 0                | 0                | 1        | 0      | 0           | 0          |
| K. Reinhardt   | 15         | 0          | 2           | 0          | 2                 | 0                 | 0                 | 0                 | 0             | 0             | 0             | 0             | 4                | 0                | 1                | 0                | 21       | 0      | 3           | 0          |
| S. Reuter      | 28         | 0          | 5           | 0          | 2                 | 0                 | 0                 | 0                 | 1             | 0             | 1             | 0             | 8                | 0                | 3                | 0                | 39       | 0      | 9           | 0          |
| L. Ricken      | 25         | 2          | 2           | 0          | 2                 | 3                 | 1                 | 0                 | 2             | 0             | 0             | 0             | 5                | 0                | 0                | 0                | 34       | 5      | 3           | 0          |
| K. Riedle      | 0          | 0          | 0           | 0          | 0                 | 0                 | 0                 | 0                 | 1             | 0             | 0             | 0             | 0                | 0                | 0                | 0                | 1        | 0      | 0           | 0          |
| F. Riethmann   | 1          | 0          | 0           | 0          | 1                 | 0                 | 0                 | 0                 | 0             | 0             | 0             | 0             | 0                | 0                | 0                | 0                | 2        | 0      | 0           | 0          |
| M. Sammer      | 3          | 0          | 0           | 0          | 1                 | 0                 | 0                 | 0                 | 1             | 0             | 1             | 0             | 1                | 0                | 0                | 0                | 6        | 0      | 1           | 0          |
| J. Sauerland   | 2          | 0          | 0           | 0          | 1                 | 0                 | 0                 | 0                 | 0             | 0             | 0             | 0             | 0                | 0                | 0                | 0                | 3        | 0      | 0           | 0          |
| R. Schneider   | 8          | 3          | 1           | 0          | 1                 | 0                 | 0                 | 0                 | 0             | 0             | 0             | 0             | 1                | 0                | 0                | 0                | 10       | 3      | 1           | 0          |
| P. Sousa       | 16         | 0          | 3           | 0          | 2                 | 1                 | 0                 | 0                 | 2             | 0             | 0             | 0             | 4                | 0                | 1                | 0                | 24       | 1      | 4           | 0          |
| I. Tanko       | 3          | 0          | 0           | 0          | 1                 | 0                 | 0                 | 0                 | 1             | 0             | 0             | 0             | 1                | 0                | 0                | 0                | 6        | 0      | 0           | 0          |
| C. Timm        | 7          | 0          | 0           | 0          | 1                 | 0                 | 0                 | 0                 | 0             | 0             | 0             | 0             | 4                | 0                | 0                | 0                | 12       | 0      | 0           | 0          |
| M. Zorc        | 22         | 1          | 3           | 0          | 0                 | 0                 | 0                 | 0                 | 1             | 0             | 0             | 0             | 8                | 2                | 0                | 0                | 31       | 3      | 3           | 0          |
| W. de Beer     | 0          | 0          | 0           | 0          | 0                 | 0                 | 0                 | 0                 | 0             | 0             | 0             | 0             | 0                | 0                | 0                | 0                | 0        | 0      | 0           | 0          |